# Valdettaro Pontecorvo della Rocchetta
La famiglia Valdettaro è una famiglia nobiliare italiana. Originaria della Val di Taro, più precisamente da Borgo Val di Taro, da cui deriva il nome, la famiglia arrivò a Genova intorno al 1180. Storicamente la famiglia si schierò dal lato dei ghibellini, e diede alla luce personaggi attivi nella vita politica e religiosa, di cui molti ascritti all'Ordine Militare di San Giorgio. Nel 1528 fu ascritta all'Albergo Cibo. Nel 1600 un ramo della famiglia si trasferì a Napoli dove ebbe il titolo di marchese della Rocchetta. Nuovamente a Genova dal XVIII secolo e attualmente residente a Milano e Roma.
La famiglia è iscritta nell'Elenco Ufficiale Nobiliare Italiano con i titoli di Marchese (mpr), patrizio genovese (m), predicato della Rocchetta; ultimo riconoscimento 29 aprile 1936.
La famiglia Valdettaro è riconosciuta come una delle 1400 famiglie più antiche del mondo, ancora esistenti, originarie d'Europa.

## I Valdettaro tra il XII e il XVII secolo
Il cognome della casata ha subito numerose trasformazioni prima di affermarsi nella sua attuale forma Valdettaro. Dal latino Valdetarius sono derivati successivi appellativi: la (famiglia) Valdetara, il Marchio dei Valdetari con riferimento al feudo, piuttosto che i De Valdetari o Valdetari/Valdatari (nella forma plurale) o il Valdetaro (nella forma singolare).
- Nel 1188 Oberto e Ottone sono fra i convenuti alla pace tra Genova e Pisa, patrocinata da Papa Clemente III e sono nominati all'interno della Signoria degli Anziani.[4][5]Oltretutto "Otto de Valdetari” (Ottone) era comproprietario di un lignum nel 1191 (con Giacomo "de Valdetari”, Oberto di Sestri Levante, Ugo di Quinto, Oberto di Quinto, diretto in Sicilia e in Barberia), comproprietario di una sagittea nel 1210, e comproprietario del bucius "S. Iacobus" nel 1220.[6]

- Giovanni, nel 1396, Antonio, nel 1387, e Galeotto, nel 1472 furono anziani della Repubblica di Genova.[5]

- Benedetto di Giovanni, è nel 1406 consigliere dell'Ordine Militare di San Giorgio, nel 1408 eletto sopra gli affari di Cipro, nel 1411 elettore d’Anziani fra gli incaricati a ripartire la tassa per la guerra con i fiorentini e nel 1413 è tra i 12 riformatori delle leggi. Sepolto nel 1414 con i fratelli presso la porta del cimitero di san Francesco di Castelletto.[5]

- Nel 1415 Giacomo, già anziano nel 1412, è fra i nove cittadini eletti a pacificare le fazioni in lotta durante il dogato di Giorgio Adorno, poi nel 1420, priore degli anziani; infine consigliere dell'Ordine Militare di San Giorgio nel 1438.[5]

- Bartolomeo fu podestà di Voltri nel 1434. Un altro Bartolomeo fu ufficiale del sale nel 1478.[5]

- Papa Sisto IV, nel 1480 circa, conferì ad Antonio, preposto di San Fiorino nella diocesi di Utrecht, la sede vescovile di Brugnato, di cui godette fino al 1492. Pietro fu vescovo di Carpentras nel 1482. Domenico fu vescovo di Accia e Mariana in Corsica nel 1501 e nel 1502 consacrò il Santuario di Coronata.[5]

- Furono ascritti alla nobiltà nell'albergo Cybo nel 1528: Geronimo, Galeazzo (figlio di Girolamo e marito di Catetta Scaglia), Lorenzo.[5] Lo storico Giustiniani ricorda che nel 1532 Geronimo, aveva nei pressi di Cannetto un palazzo che ha una scala tanto magnifica e bella che, non teme dire, non ha pari in Italia.[7] Già ufficiale dei Procuratori della Repubblica. Marito di Gerolama Guana, quondam Franco, censito fra i mercatores albi nel 1515, anno in cui fu consigliere dell'Ordine Militare di San Giorgio, e console del Mare nel 1516.[5]

- Galeazzo, già anziano ghibellino, Consigliere dell'Ordine Militare di San Giorgio. Da lui discendono gli attuali Valdettaro, Marchesi della Rocchetta.[5]

- Lorenzo di Giovanni, forse maritato alla Margherita Uso di Mare, figlia di Tommaso, la quale si dice abbia partorito un serpente munito di ali nel 1491[8]. Ebbe come figli Tommaso (da cui Gaspare e Maria sposata poi a Bartolomeo Mercante) e Giacomo, senatore della Repubblica nel 1582.[5]

- Gio. Giacomo (1586-1602) fu senatore della Serenissima.[9]

## I Valdetaro banchieri
Come sopradetto, figli di Lorenzo e Margherita Uso di Mare, furono quindi Tommaso e Giacomo. Il ramo di Lorenzo si era stabilito nel savonese ed i suoi figli furono banchieri. Giacomo infatti fu socio di minoranza del Banco Costa&Herrera, la banca più ricca di Roma, fondata dal savonese Ottavio Costa e dallo spagnolo Juan Henriquez Herrera a Savona il 23 febbraio 1579. Prima della fondazione, i tre firmarono un accordo per cui si legge l’impegno del Valdetaro: “Io Giacomo Valdetaro del quondam Lorenzo mi contento et promitto partecipare in detta raggione per ducati tremila di camera vecchia et prometto sborsarli nel tempo narrato in le presenti capitolazioni di mano propria il di 15 di febbraio 1579 in Genova”. Al momento della stipula, Juan Henriquez Herrera sborsò undicimila ducati, Ottavio Costa diecimila e Giacomo Valdetaro tremila: proprio per la sua quota di minoranza il nome del Valdetaro non fu mai incluso nella Banca e presto i soci fondatori acquistarono la sua quota. Clienti del Banco Herrera&Costa furono Michelangelo Merisi, il Caravaggio, che vendette al banco tre dipinti, Annibale Carracci e Guido Reni.
Nel 1602 Giacomo Valdetaro risulta titolare di un banco a Genova insieme al fratello Tommaso.

## Il ramo francese: i De Vaudetar
Durante il XIV secolo, un ramo della famiglia si trasferì da Genova a Parigi, sotto il nome di de Vaudetar o Vaudétar diventando quindi una famiglia nobile francese, oriunda italiana, che ha posseduto in particolare il Visdominio di Meaux e la Signoria di Pouilly-le-Fort. Erano molti infatti le intraprendenti personalità, in particolare artisti, che da Genova seguivano un flusso migratorio verso Parigi.Leandro Valdetaro, marchese Della Torre-Rana, nobilissimo piacentino, e la nobile Leonora Ghini, sorella del cardinale Andrea Ghini Malpighi, sono i genitori di Guillaume (Guglielmo) De Vaudetar. Guglielmo, capostipite del ramo francese, fondatore di una cappella nella frazione di Pouilly, nel luogo chiamato il Marais, è stato Valletto del Re Filippo VI, prima, e poi Valletto di Camera del Re Giacomo II il Buono (Jean II le Bon), oltre ad essere un orafo e scultore in pietra: è infatti descritto come lapidario di Jean le Bon e del delfino, e nel 1368 gli fu commissionato il completamento e la doratura di una tomba di rame per la cattedrale di Rouen destinata alla sepoltura del cuore di Carlo V. Guglielmo sposò Yoland De Melun, figlia di Charles De Melun e di Agnes d'Issy, da cui nascerà Jean (Giovanni) de Vaudetar, Valletto di Camera di Re Carlo V e autore della famosissima Bible Historiale, commissionata da Re Carlo V stesso ed a lui consegnata il 23 marzo 1372. La Bibbia è conservata al Museo Meermanno dell'Aia. Giovanni sposò Parnelle des Landes (Landi) da cui nacque Pierre, maritato a sua volta con Marguerite de Chanteprime, figlia di Jean e Gillette des Dormons. Da questa coppia nacque Jean che sposò Marguerite Claustre da cui, infine, Catherine, moglie di Jean le Clerc, Guillaume, Barbe, Parnelle, moglie di Nicolas Aurillot, Geneuiefue, moglie di Madot Babut e Marie, moglie di Maistre Jean Angenoust.

## Il ramo di Napoli
Nel 1600 Gio. Andrea, patrizio genovese, marito di Antonia Maria Merella, patrizia genovese, si trasferì a Napoli, per motivi di conflitto con i Giustiniani, suoi affini. Proprio a Napoli, il 16 novembre del 1613, nacque Girolamo Galeazzo, di Gio. Andrea, di Girolamo (marito di Caterina dei marchesi Gropallo), di Galeazzo (marito di Catetta Scaglia, vedi sopra).
Girolamo Galeazzo (1613-1682), patrizio genovese, eccelse nello studio del diritto, tanto che diventò avvocato principale e soprattutto uno dei quattro avvocati ordinari di Napoli. Il Giustinani lo descrive così: "Ha cognizione sufficiente delle storie e delle massime della nazione, ed è versato anche negli affari dei principi; è di costumi onorati e ha finalmente massime degne d'imitazione. Ancora di Girolamo Galeazzo si legge: "È particolarmente stimato per i suoi dotti consulti per cui, correndo la fama per l'Italia, fu eletto fra gli altri nell'anno 1673 dalla Repubblica di Genova a scrivere in Jure sopra le differenze con il Duca di Savoia, dei luoghi confinanti fra loro e della giurisdizione di alcuni d'essi nella Riviera di Levante: per queste cause era cominciata una sanguinosa guerra fra loro sin dall'anno precedente, ed essendo state deposte le armi, fu stabilito di rimettersi alla decisione giudiziaria, eleggendo quindi per giudice uno dei quattro nomi nati per Confidenti, cioè la Sacra Rota Romana, l'Università di Padova, Perugia e Ferrara. Sicuramente come avvocato ordinario decano della Sacra Congregazione degli Eminentissimi Signori Cardinali della Reverenda Fabbrica di San Pietro a Napoli, ebbe l'incombenza di fare un Consulto già nell'anno 1675. Oltretutto fu incaricato a scrivere nella causa tra il Duca di Modena e l'Infanta Maria di Savoia nel 1633 e realizzò un'opera Animadversiones juridicae pro Serenissimo Duce Mutine, cum Serenissima Infante Maria a Sabaudia Tripartitae che fu molto applaudita dai giureconsulti di Lombardia".Girolamo Galeazzo fu marito di Teresa Pontecorvo dei Signori d'Aste: loro figlio Gio. Batta ottenne il Marchesato della Rocchetta tramite matrimonio con Donna Giulia del Giudice, marchesa della Rocchetta.
Fratello di Gio. Batta fu il Duca di Monte Don Benedetto Salvatore, console genovese a Napoli, succeduto a Goffredo Spinola, e marito di Donna Laura Carafa della Stadera. Don Benedetto, regio consigliere, fu proprietario della terra di Bellante, che fu da lui venduta l'8 dicembre 1696 a Girolamo Acquaviva per 15000 ducati. Sorella di Gio. Batta fu invece Antonia, patrizia genovese (morta in Napoli il 30 maggio 1743) che sposò Don Francesco I Macedonio, 2º Duca di Grottolelle.

## Il Marchesato della Rocchetta e il cognome Pontecorvo
Con privilegio del 7 settembre 1652, Re Filippo IV° di Spagna concedeva a Don Francesco Sebastiano Ortis, nobile di Scala, suo Maestro di Campo, il titolo di Marchese sulla terra di Rocchetta o Rocca Aspromonte che questi possedeva nella Provincia del Contado del Molise, in considerazione dei suoi meriti; titolo trasmissibile ai suoi eredi e successori. A Don Francesco successe Giulia Del Giudice, figlia di sua sorella Donna Anna Sebastiano Ortis, nobile di Scala, e di Antonio del Giudice, appartenente ad un ramo (oggi estinto) della famiglia Del Giudice, Seggio del Nido. Al matrimonio di Giulia con Gio. Batta (Giovanni Battista) Valdettaro, figlio del giureconsulto Girolamo Galeazzo, il titolo passò ai Valdettaro. Sempre di questa epoca è l'aggiunta del cognome Pontecorvo, disposta con fidecommesso da Giuseppe Pontecorvo, fratello di Teresa, moglie di Girolamo Galeazzo Valdettaro e madre di Gio. Batta Valdettaro. Assieme al cognome Pontecorvo, la famiglia ereditò in Napoli il noto Palazzo Pontecorvo, anche detto Palazzo Valdettaro.

## Da Napoli a Genova
I Valdettaro vissero a Napoli ma tornarono presto a Genova, dove poterono iscriversi alla nobiltà genovese. Qui contrassero matrimoni con donne di grandi casate, come Sauli, Narice, Salvago e Pallavicino. I discendenti di Gio. Batta continuarono ad iscriversi infatti alla nobiltà genovese, come lo prova l'iscrizione avvenuta nel 1752 di Francesco Antonio Cristoforo, figlio di Giulio Matteo e Vittoria Sauli, di Gio. Batta. Da Francesco Antonio, tramite la nobile Catrina Narice, si passa a Giulio Vincenzo (1757-1829), residente in Via San Bernardo 26 a Genova, che ha avuto due matrimoni: il primo con Teresa Salvago, da cui Cristoforo, marito di Adeodata Roero di Cortanze e ricordato fra le iscrizioni tombali della Chiesa della Concezione dei Cappuccini di Genova, con la data del 17 maggio 1842, e Giuseppe, marito prima della marchesa Maddalena Ricci, poi di Carlotta Cattaneo di Belforte; il secondo con Veronica Pallavicino, da cui Luigi Sebastiano (1803-1855), marito della marchesa Anna Ricci, sorella della predetta Maddalena. Solo Luigi Sebastiano riuscì a mantenere in vita la famiglia procreando Adele, maritata al nobile Alessandro Valerio, e Luigi Domenico (Genova 1837-28/12/1893), maritato alla nobile Erminia dei marchesi Da Passano, sorella di Manfredo Da Passano. Di Luigi Domenico si legge che "scevro dal desiderio d’onori preferì dedicarsi al vantaggio della sua famiglia e del povero, prestando i suoi pietosi uffici nella Compagnia di Misericordia, nella Società di S. Vincenzo de Paoli, Arciconfraternita della Morte e altre pie opere. Come fu edificante la sua vita, ancor più lo fu la sua morte".

## Arma
L'arma della famiglia è descritta come partito nel I° d'azzurro al leone d'oro; nel II° d'azzurro all'albero terrazzato verde sostenuto da due leoni d'oro, o d'azzurro al leone coronato d'oro.

## Altri Personaggi
- Maria Giuseppina Valdettaro
- Isabella Valdettaro
- Luigi Valdettaro della Rocchetta (Roma 1912-Milano 1981), diplomatico italiano decorato come Grande Ufficiale Ordine al Merito della Repubblica Italiana (14/7/1964).[24]
- Carlo Valdettaro Pontecorvo della Rocchetta (Milano 1921-1988): appassionato di numismatica, soggiornò a Katmandu, dove inizio un'amicizia con Bhupendra Narayan Sherestha (1943-2012), più grande custode nepalese della conoscenza di monete himalaiane. Fu socio della Società Numismatica Italiana dal 1963 al 1988[8].[25]
- Giulio Valdettaro (Genova 1892-Legino 1976), figlio di Luigi Domenico ed Erminia da Passano, nato nello stabile paterno di Piazza Nuova 23 a Genova, fu grosso proprietario terriero e immobiliare a Legino, amato da tutti i cittadini per la sua onestà e gentilezza nei confronti della gente e del mondo della chiesa. Partecipò alla prima guerra mondiale e fu prigioniero di guerra in Austria. Grazie a Don Luigi Orione conobbe e poi sposò la nobile Eleonora dei conti Fani-Ciotti, nipote dell'attivista religioso italiano Mario Fani, da cui ebbe Teresa, Maria Isabella ed Isabella.[26]

## Luoghi d'interesse
- Palazzo Valdettaro-Fieschi a Genova: Il palazzo Valdettaro-Fieschi, in Vico Indoratori 2, è uno dei Palazzi dei Rolli di Genova e si distingue per il prezioso portale in pietra nera, una fra le opere più interessanti realizzate dallo scultore ticinese Giovanni Gagini (circa 1460), che presenta il tema iconografico del S. Giorgio nel sovrapporta e, nella cornice, putti e uccelli fra girali di foglie.[27]
- Palazzo Valdettaro a Genova, in Via di San Bernardo 14 e caratterizzato da un portale datato 1516 attribuito a Giovanni Giacomo della Porta[22]
- Palazzo Valdettaro a Genova, in Piazza Nuova 23: l'edificio fu demolito per dare spazio alla costrizione della Banca Nazionale del Lavoro[28]
- Palazzo di Geronimo Valdettaro a Genova, in Via Canneto.[29]
- Villa Valdettaro di Legino (Savona), in Piazza di Legino[30]
- Villa Valdettaro di Lentate sul Seveso
- Palazzo Pontecorvo, anche Valdettaro, a Napoli, in Salita Pontecorvo 26